# Tyrlaching

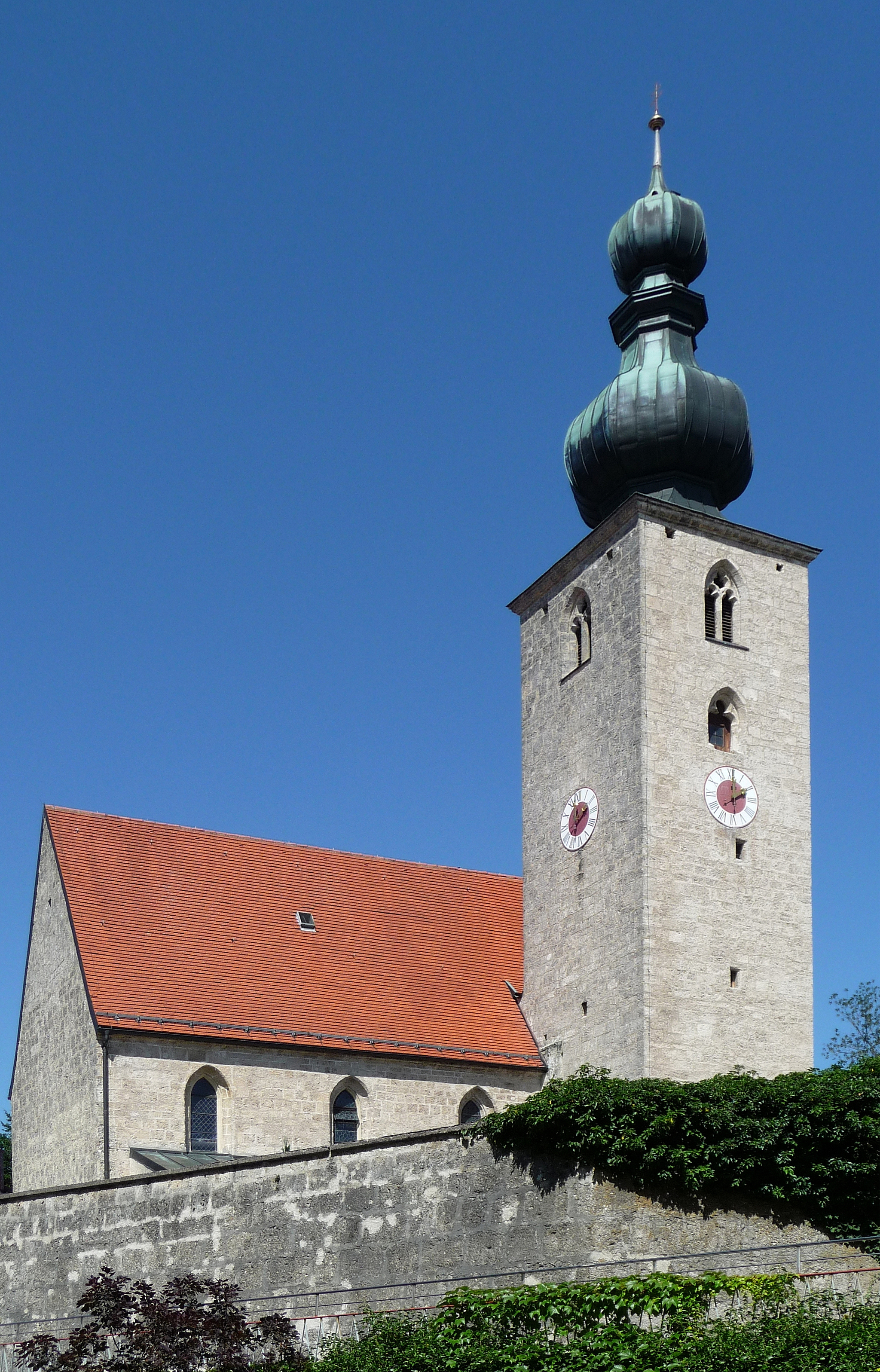
Pfarrkirche St. Johannes der Täufer in Tyrlaching

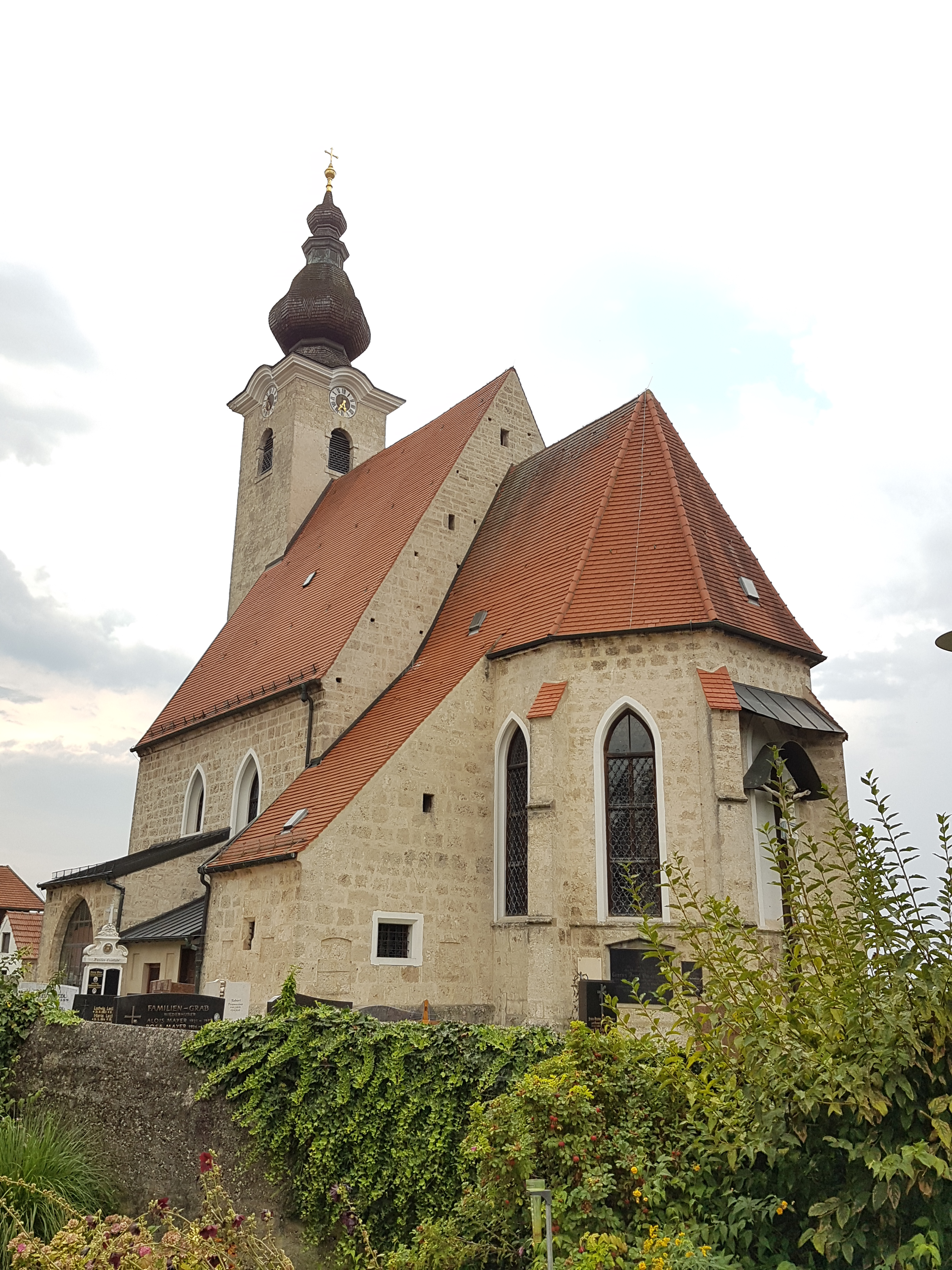
Kirche St. Peter und Paul im Ortsteil Oberbuch

Tyrlaching (bairisch: Dialing) ist die südlichste Gemeinde im oberbayerischen Landkreis Altötting. Die Gemeinde ist Mitglied der Verwaltungsgemeinschaft Kirchweidach.

## Geografie

### Lage
In der Gemeinde liegt der Rainbichl (544 m), der höchstgelegene Punkt des Landkreises.

### Gemeindegliederung
Es gibt 24 Gemeindeteile (in Klammern ist der Siedlungstyp angegeben):
- Aichbichl (Einöde)
- Bartl (Weiler)
- Eberheissing (Einöde)
- Emmering (Weiler)
- Hainbuchreut (Einöde)
- Kienertsham (Weiler)
- Kraham (Dorf)
- Loah (Einöde)
- Loding (Einöde)
- Moosen (Einöde)
- Niederbuch (Dorf)
- Oberbuch (Kirchdorf)
- Oberschnitzing (Weiler)
- Pilling (Weiler)
- Pirkern (Einöde)
- Starkern (Einöde)
- Stöckeln (Einöde)
- Stockham (Einöde)
- Tyrlaching (Pfarrdorf)
- Unterschnitzing (Dorf)
- Waltenham (Weiler)
- Wiesenzart (Einöde)
- Zageln (Einöde)
- Zaiselham (Weiler)

## Geschichte

### Bis zur Gemeindegründung
Der Name des Ortes stammt aus der Zeit der bajuwarischen Landnahme im 6. und 7. Jahrhundert. Er wurde 790 erstmals als Deolekingas urkundlich erwähnt und bedeutet „Bei den Leuten des Deorlaik“. (Deorlaik war der Name des Anführers der damaligen Siedler.) Seit Anfang des 8. Jahrhunderts besaß das Kloster St. Peter in Salzburg Güter im Ort. Als sich das Salzburger Land 1328 von Bayern löste, war Tyrlaching Teil dieses neuen selbständigen Landes.
Tyrlaching war ein Amt des Erzstifts Salzburg und fiel bei dessen Säkularisation 1803 an Erzherzog Ferdinand von Toskana, 1805 im Frieden von Pressburg an Österreich, das es 1809/10 zusammen mit dem Rupertiwinkel an Bayern abtrat.
Die Einöde Lauterholzen fiel im 19. Jahrhundert wüst.

### Kreiszugehörigkeit
Tyrlaching war Teil des im Rahmen der Gebietsreform 1972 aufgelösten Landkreises Laufen. Die Gemeinde kam am 1. Juli 1972 zum Landkreis Altötting und bildet seither mit den Gemeinden Kirchweidach, Feichten an der Alz und Halsbach die Verwaltungsgemeinschaft Kirchweidach.

### Eingemeindungen
Am 1. Mai 1978 wurden Teile der aufgelösten Gemeinde Kay (Landkreis Traunstein) eingegliedert.

### Regionenzugehörigkeit
Die Gemeinde Tyrlaching wird (siehe Abschnitt oben: Bis zur Gemeindegründung) zwar historisch dem Rupertiwinkel, jedoch im Sinne der innerhalb Bayerns landespolitisch geförderten Kennzeichnung der Landkreise Mühldorf am Inn und Altötting der Tourismusregion „Inn-Salzach“ zugeordnet – die vom Bayerischen Landesamt für Statistik auf der Karte „Tourismusregionen* in Bayern“ vorgenommene Kennzeichnung einzelner oder mehrerer Kommunen als Tourismusregion erfolgt seit 2006 im Rahmen des Landesentwicklungsprogramms Bayern (LEP).

### Einwohnerentwicklung
Zwischen 1988 und 2018 wuchs die Gemeinde um 19,9 Prozent bzw. ihre Einwohnerzahl stieg um 167 von 839 auf 1006.

### Ortsmitte und Bürgersaal
Ab 2016 begann die Neugestaltung der Ortsmitte mit dem Ziel der Wiederbelebung des Dorfkerns.
Der über 300 Jahre alte Gasthof zur Post wurde denkmalgerecht saniert und um ein Bürgerhaus mit Vereinsräumen, Versammlungssaal und Gastronomie erweitert, nachdem 2018 der bestehende Saal abgerissen wurde. Für die öffentliche Nutzung bestimmt sind der Innenhof mit Brunnen und das begehbare Dach des Gebäudes. Fertiggestellt wurden die Gebäude im Sommer 2020.
Das Projekt ist Teil des Interkommunalen Entwicklungskonzepts (IKEK) und soll als Modell für die Region fungieren.

## Politik

### Bürgermeister
Erster Bürgermeister ist seit 1. Mai 2014 Andreas Zepper (Freie Wählerschaft). Dieser wurde am 15. März 2020 mit 87,5 % der Stimmen für weitere sechs Jahre gewählt.

### Gemeinderat
Nach der letzten Kommunalwahl am 15. März 2020 hat der Gemeinderat zwölf Mitglieder, die – wie schon in der Amtszeit 2014 bis 2020 – alle zur Fraktion Freie Wählerschaft gehören. Die Wahlbeteiligung lag bei 61,7 % (2014: 64,2 %). Weiteres Mitglied und Vorsitzender des Gemeinderates ist der Bürgermeister.

### Wappen
| Wappen der Gemeinde Tyrlaching | Blasonierung: „Unter rotem Schildhaupt in Silber zwei gekreuzte schwarze Schlüssel.“ |
| Wappen der Gemeinde Tyrlaching | Das Wappen wird seit 1957 geführt.                                                   |

## Arbeitsplätze und Landwirtschaft
In der Gemeinde gibt es 88 sozialversicherungspflichtige Arbeitsplätze; von der Wohnbevölkerung stehen 400 Personen in einer versicherungspflichtigen Tätigkeit, so dass die Zahl der Auspendler um 312 überwiegt (Stand 30. Juni 2019). Die 41 landwirtschaftlichen Betriebe bewirtschaften 1615 Hektar (Stand 2016).

## Sehenswürdigkeiten
- Pfarrkirche St. Johannes der Täufer (erbaut 1509, neugotische Ausstattung)
- Filialkirche Oberbuch (aus dem 15. Jahrhundert)

## Bildung
In der Gemeinde gibt es eine Kindertageseinrichtung mit 72 Plätzen und 67 Besuchern, davon 16 unter drei Jahren (Stand 1. März 2020).
Im örtlichen Schulhaus sind Grundschulklassen der Grund- und Mittelschule Kirchweidach untergebracht.

## Geotope
- Toteiskessel Waldweiher Wiesenzart; geowissenschaftliche Bedeutung „wertvoll“.[19]
- Nagelfluh-Aufschluss bei Moosen; geowissenschaftliche Bedeutung „bedeutend“, verwachsen.[20]
- Moränenhüger S von Wiesenzart; zwei kleine Möränenhügel in schöner Lage; geowissenschaftliche Bedeutung „bedeutend“.[21]
- Nagelfluh-Aufschluss bei Niederbuch; geowissenschaftliche Bedeutung „bedeutend“, verwachsen.[22]

## Persönlichkeiten
- Gabriel Raab (* 1981), in Tyrlaching geborener Schauspieler

## Verkehr
Durch Tyrlaching verläuft die Bahnstrecke Mühldorf–Freilassing.